# Giovanni Alessandrini
Giovanni Alessandrini (Fermo, 4 maggio 1886 – Modena, 6 giugno 1954) è stato un militare italiano, capitano del Genio aerostieri, durante la prima guerra mondiale.

## Biografia
Il 4 maggio 1886 nasce, a Fermo, Giovanni Alessandrini, figlio del Cav. Prof. Serafino Alessandrini, professore di greco e latino presso il Regio Ginnasio Annibal Caro di Fermo e della gentildonna Luisa De Angelis, nipote dal lato materno dell’insigne Federico Arcidiacono Fagotti, decoro del clero Fermano e del Prof. Enrico Fagotti.
Secondo di 5 figli, frequenta il Liceo ginnasio statale Annibal Caro di Fermo, completa il suo percorso di studi il 16 luglio 1906, dopo aver frequentato il triennio presso l'Istituto Tecnico Tecnologico Girolamo e Margherita Montani, primo Istituto tecnico industriale di tutta Italia.
Soldato di leva nel 1906, l’anno successivo viene assegnato al II Reggimento Genio Ferrovieri presso il quale, dopo aver effettuato il Corso Allievi Ufficiali di complemento, ottiene la promozione a sottotenente. Presta servizio presso il III Reggimento Genio-Compagnia Treno a Pavia.
Inviato in congedo è richiamato in servizio presso il IX Reggimento Genio col grado di tenente.

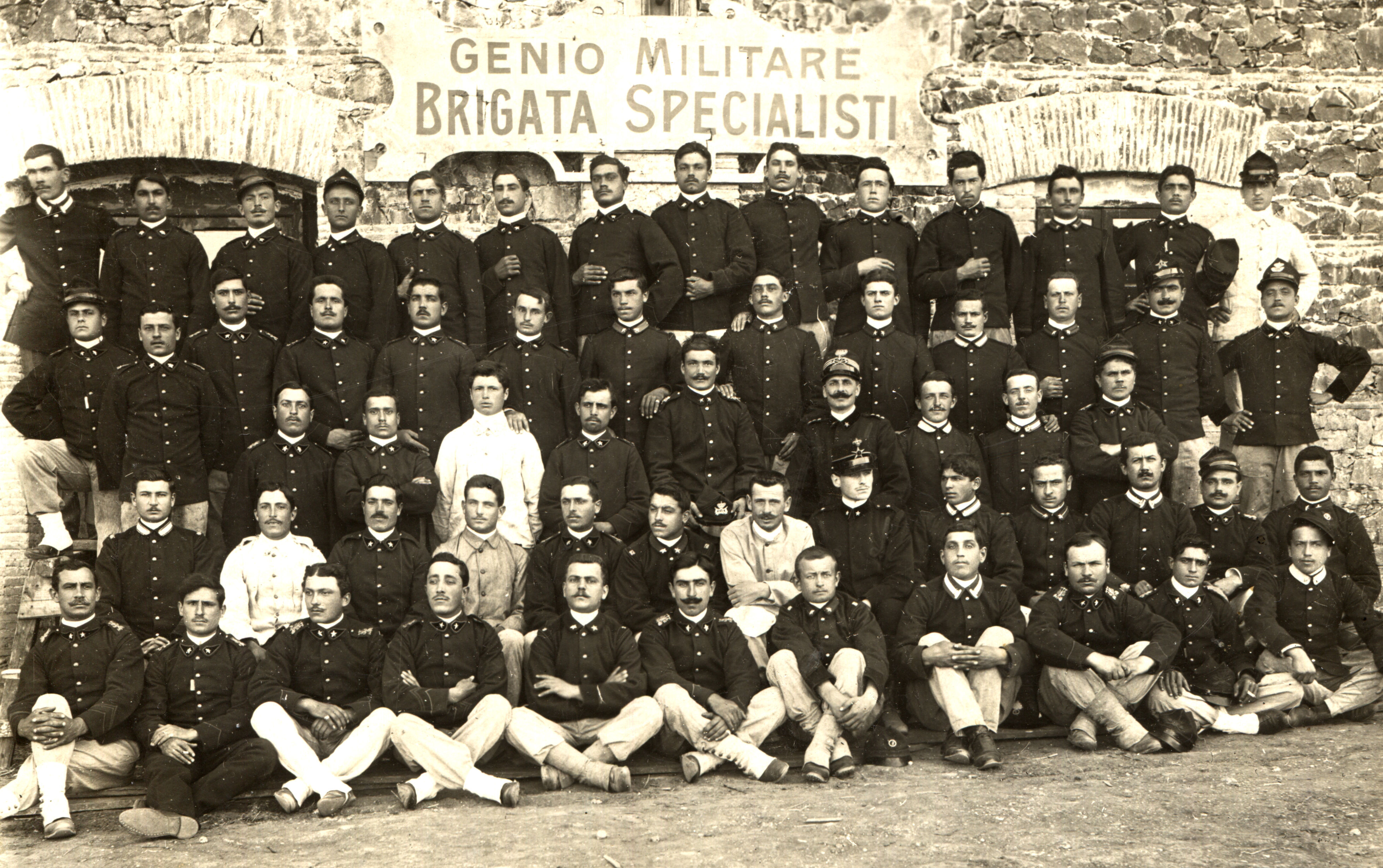
1907: Il sottotenente Alessandrini (seconda riga dal basso, l'ottavo da sinistra), insieme ai commilitoni della Brigata Specialisti Genio

## La grande guerra

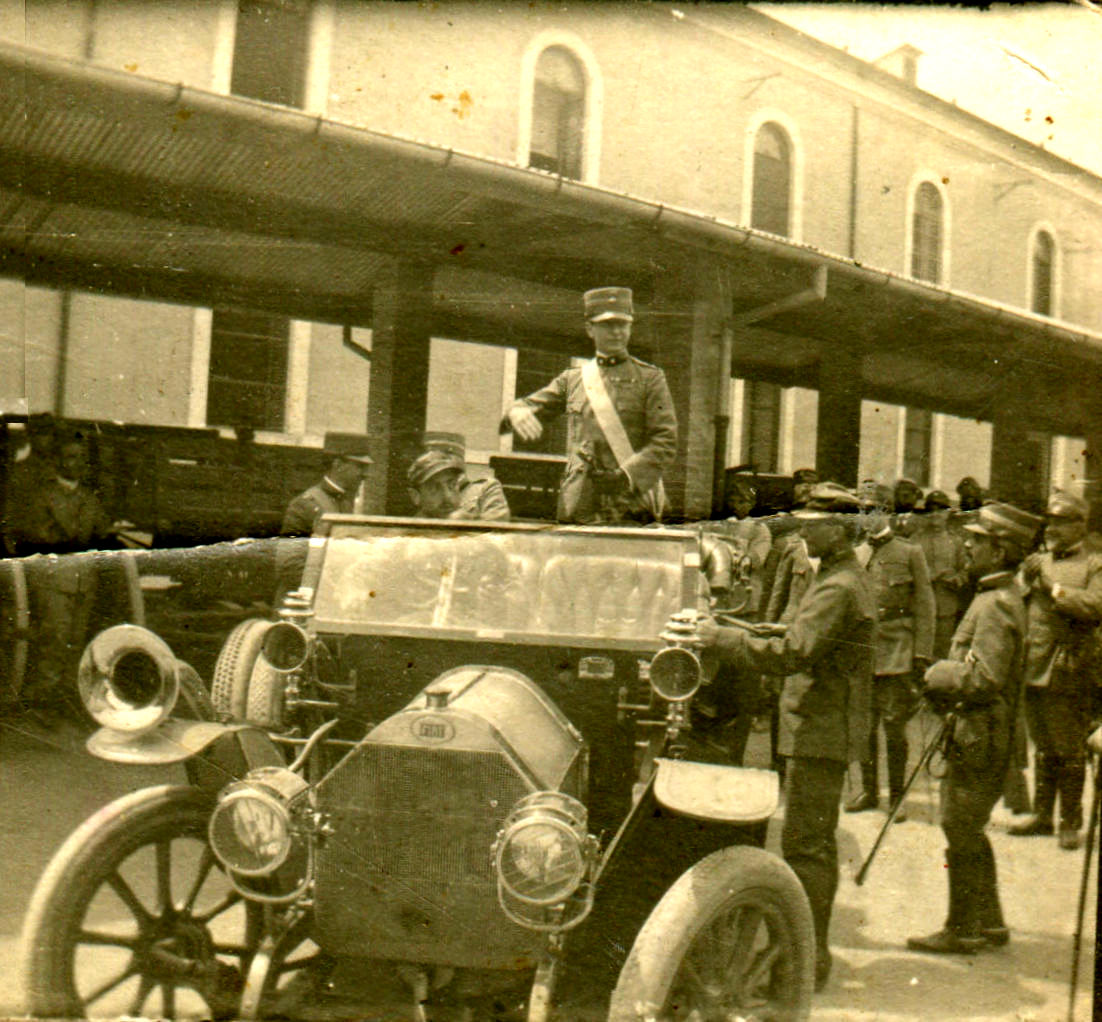
Foto di Guglielmo Marconi scattata da Giovanni Alessandrini, presente alla cerimonia

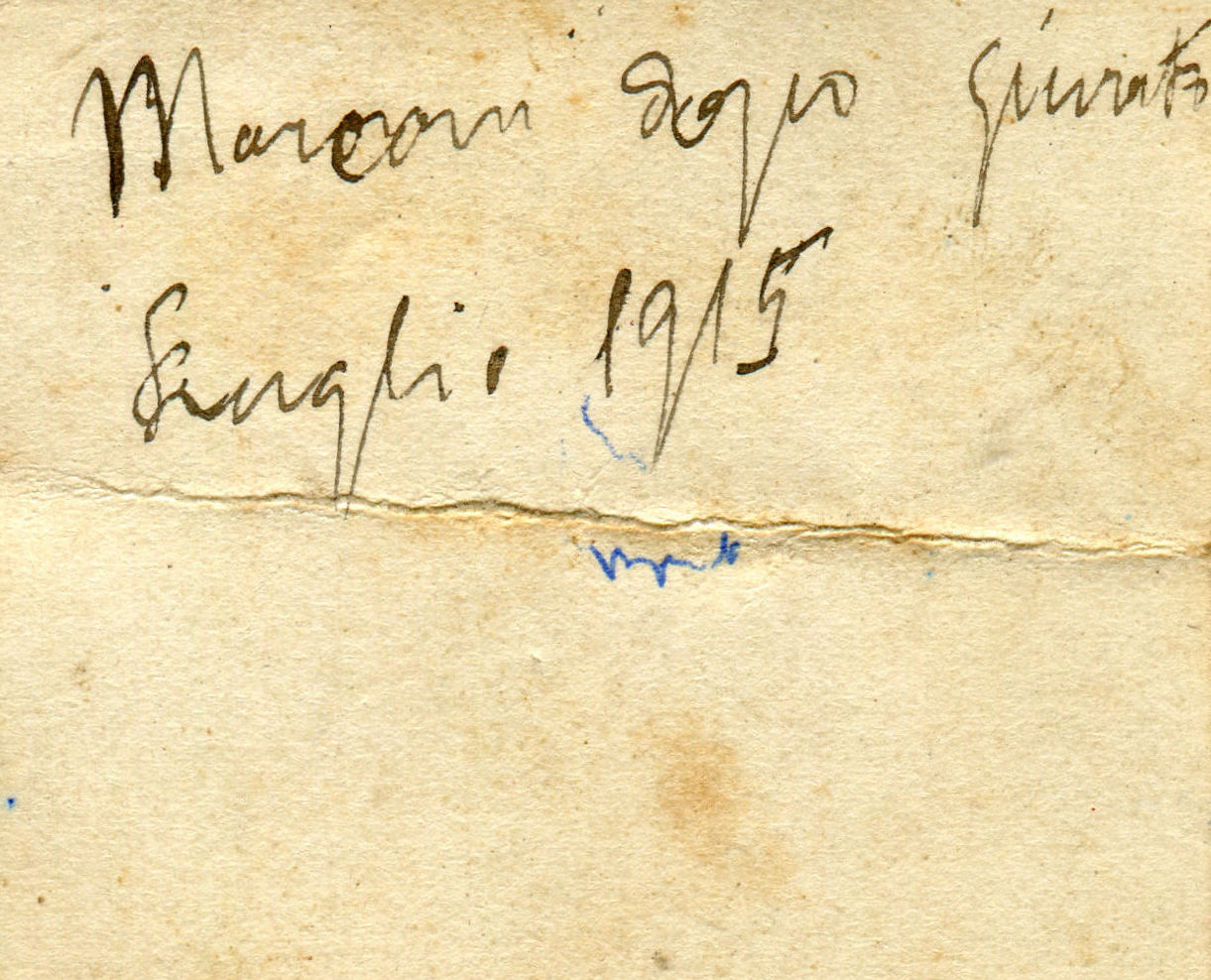
Retrodella foto di Guglielmo Marconi scattata dal capitano Giovanni Alessandrini nel luglio del 1915

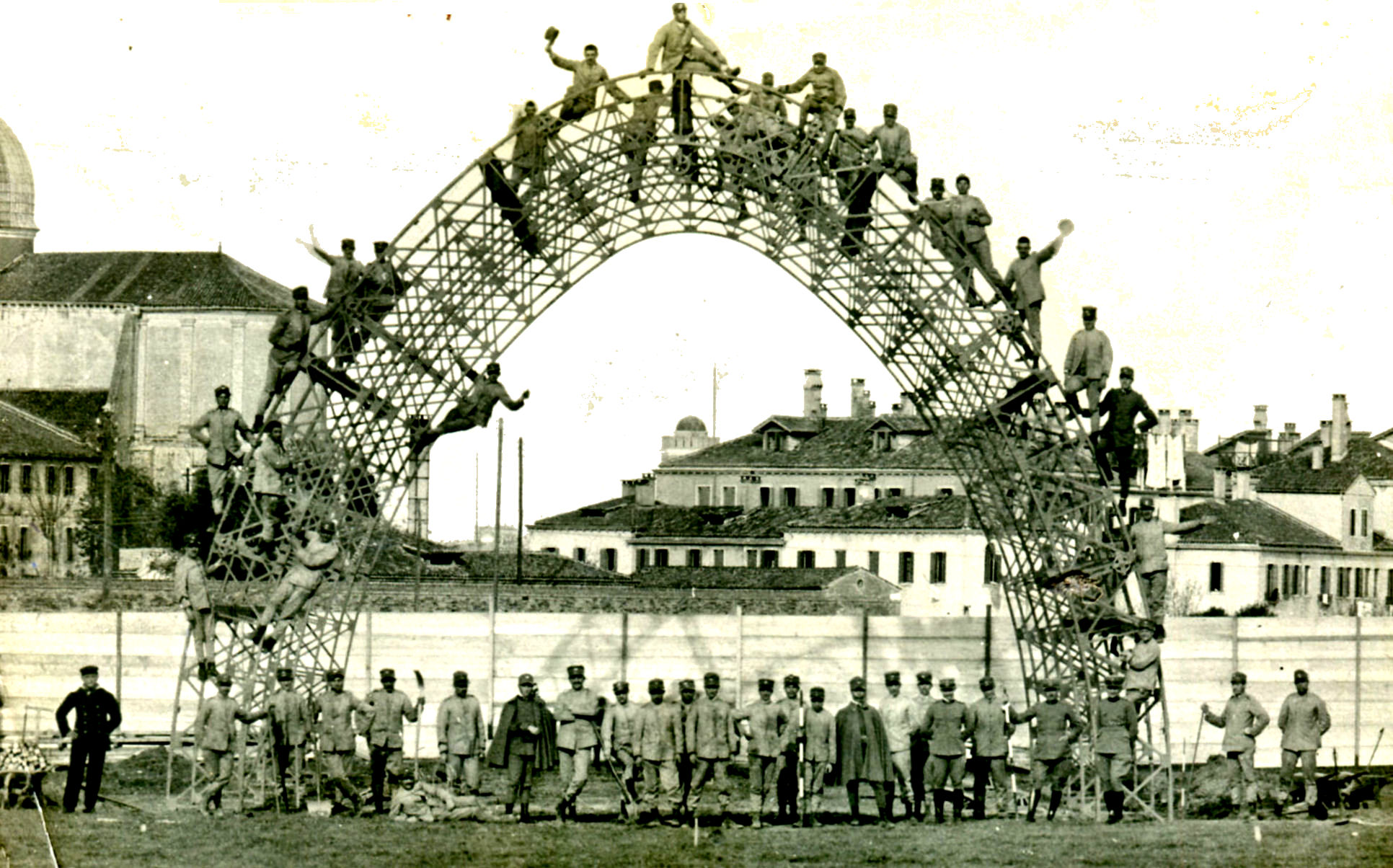
Costruzione di un Hangar per draken. San Pietro di Castello, Venezia

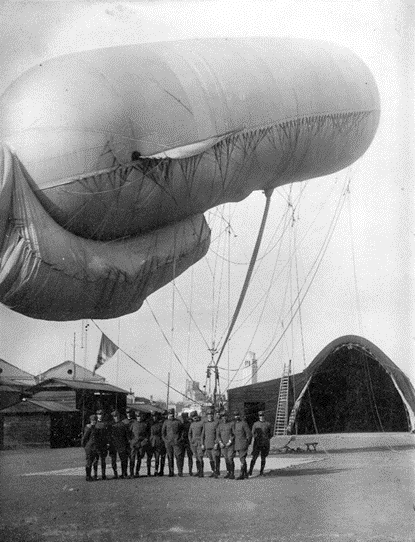
Draken

Mobilitato nel marzo 1915, è trasferito presso il Battaglione Aerostieri, cessando di appartenere alla specialità Treno. Nello stesso anno viene arruolato, come volontario,  sempre nell'Arma Genio Militare Guglielmo Marconi, col grado di tenente di complemento.
L’11 ottobre giunge in territorio dichiarato “zona di guerra”, come comandante di plotone. Promosso capitano in data 3 febbraio 1916, assume il comando della XI Sezione Aerostatica (poi ridefinita XXVII) da Fortezza di Venezia - Lido.  Tale unità faceva parte di un Gruppo da combattimento al comando del maggiore Tito Signorini. .
Viene nominato, in seguito, comandante della LV Sezione autocampale da Marina lungo il litorale del Cavallino in località Ca’ Pasquali.
Con l’evolvere del conflitto (1917) “per provvedere alle speciali esigenze del personale aerostatico della piazza marittima di Venezia, il Comando supremo diede disposizioni […] per la costituzione di una Direzione dei servizi aerostatici, alla diretta dipendenza del Comando in capo della piazza, con il compito di dirigere tutti i servizi costituiti e da costituirsi nel territorio di giurisdizione del Comando stesso."
Da tale Direzione vennero a dipendere il V Gruppo di sezioni aerostatiche speciali per costruzioni aeree, il quale ebbe le sezioni I, già costituita, e II e III di nuova formazione.

Preparativi alla missione di guerra
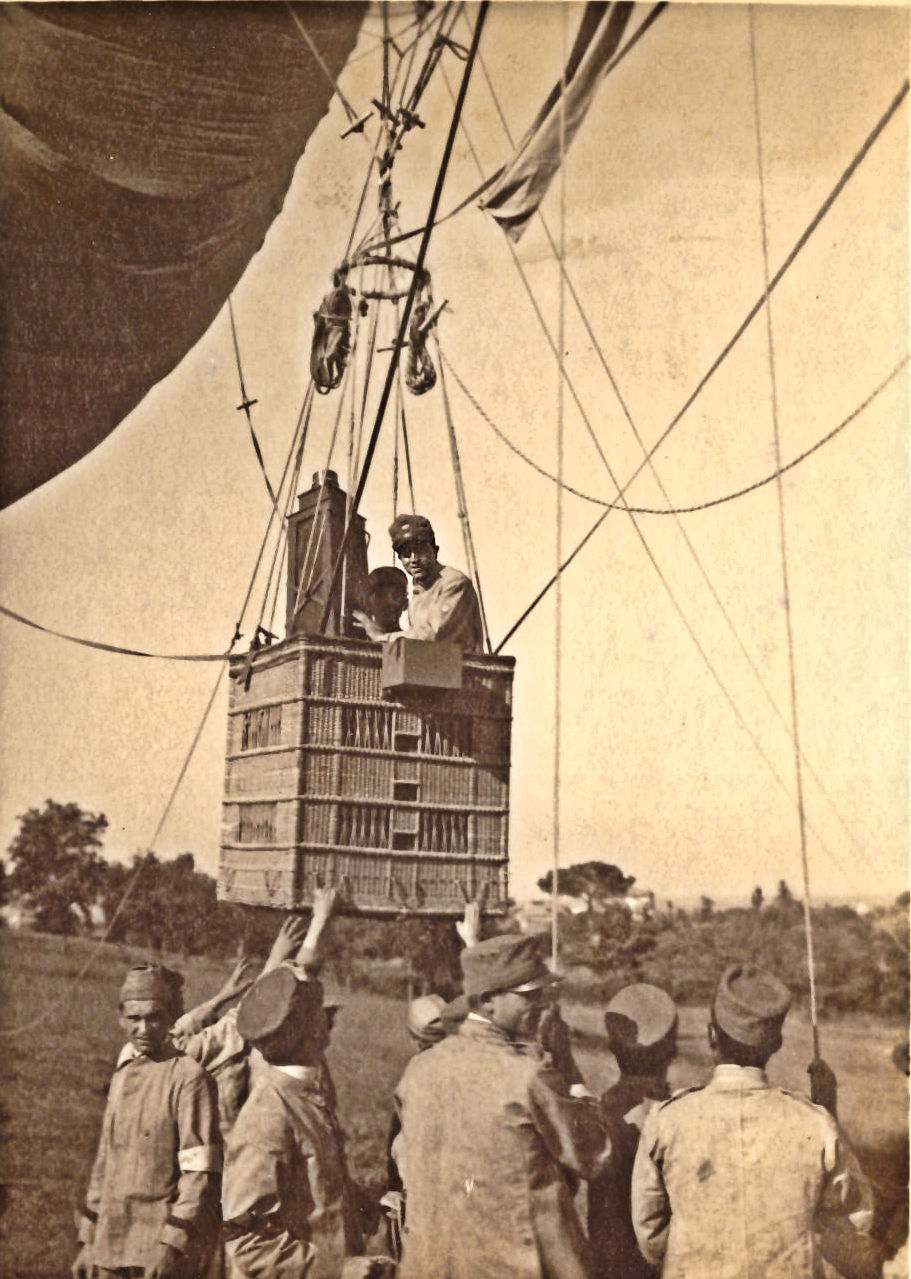
Il capitano Alessandrini nella navicella
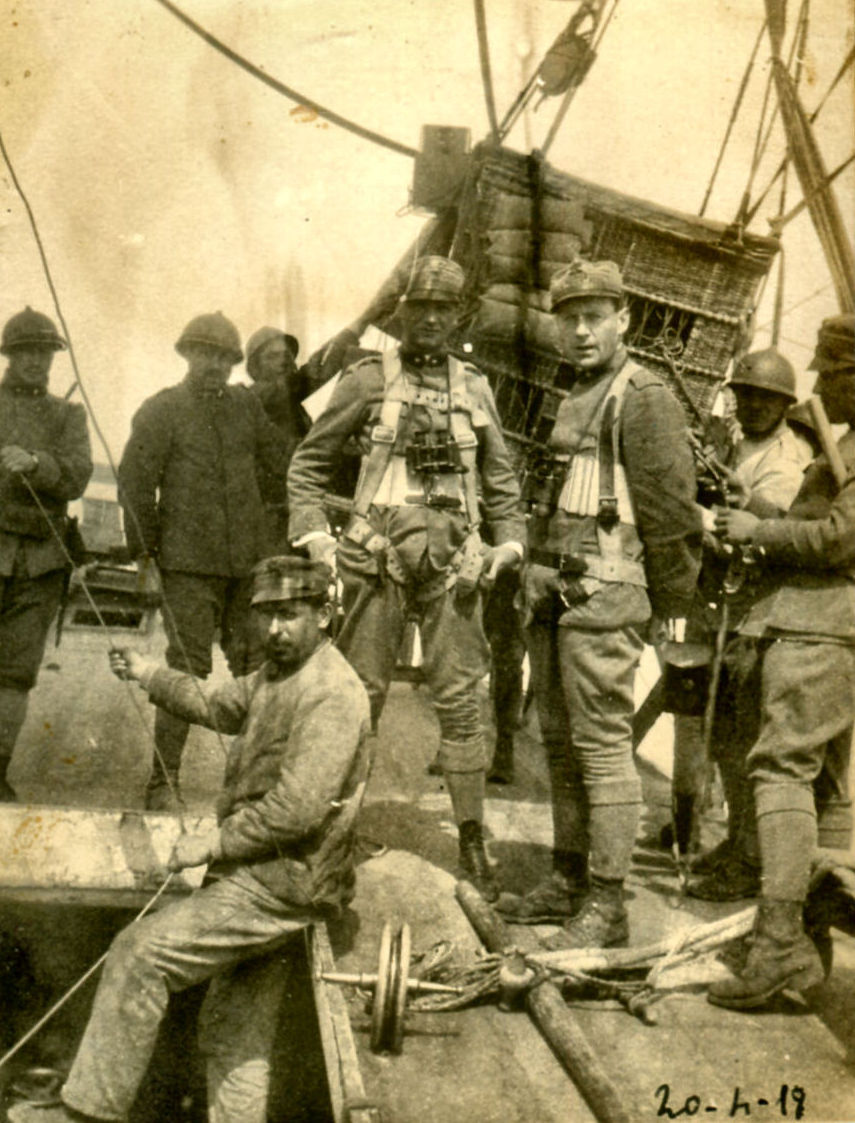
Imbragatura per l'ascensione
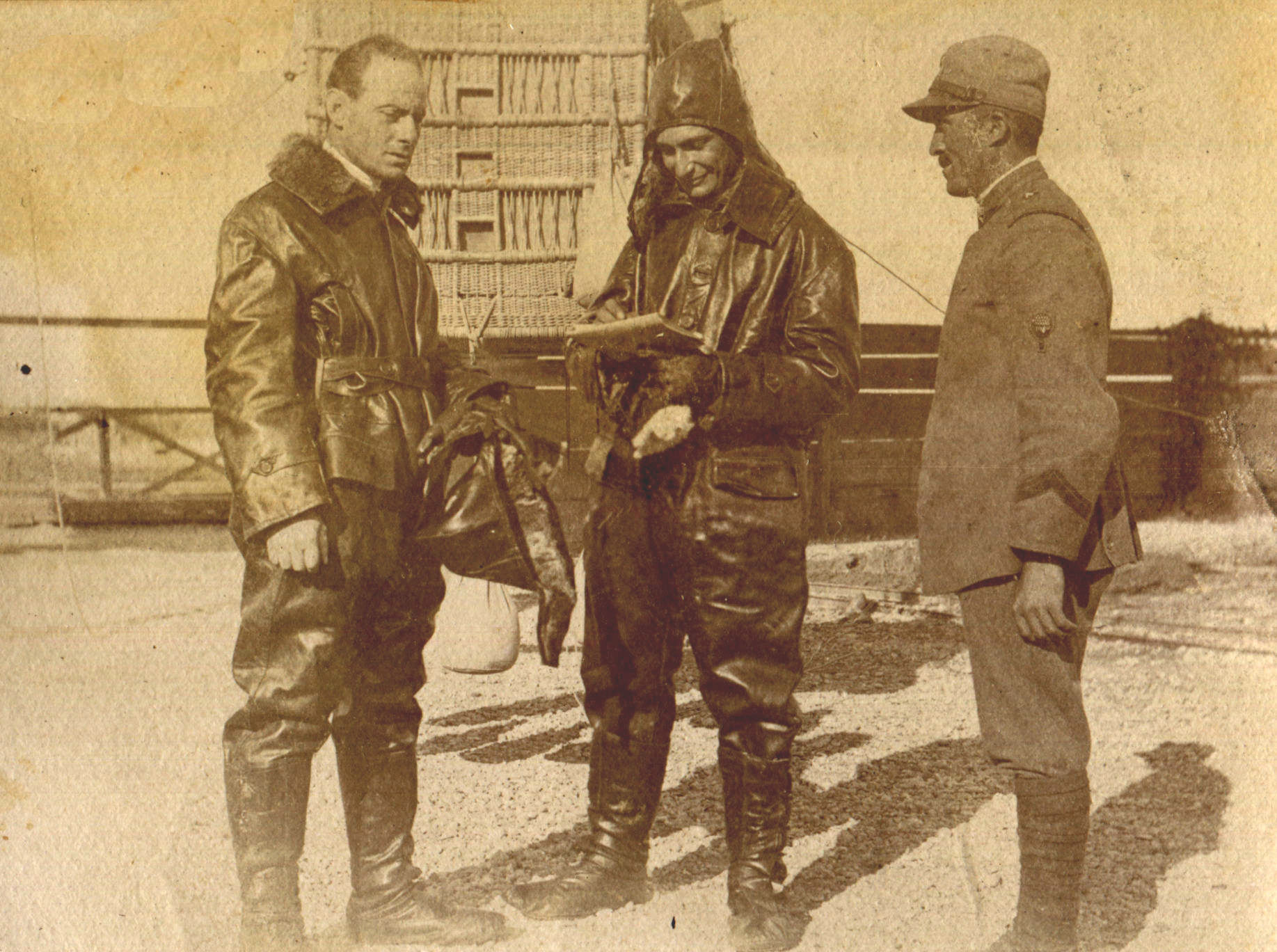
Preparativi alla missione di guerra, il Cap. Alessandrini è riconoscibile sulla sinistra
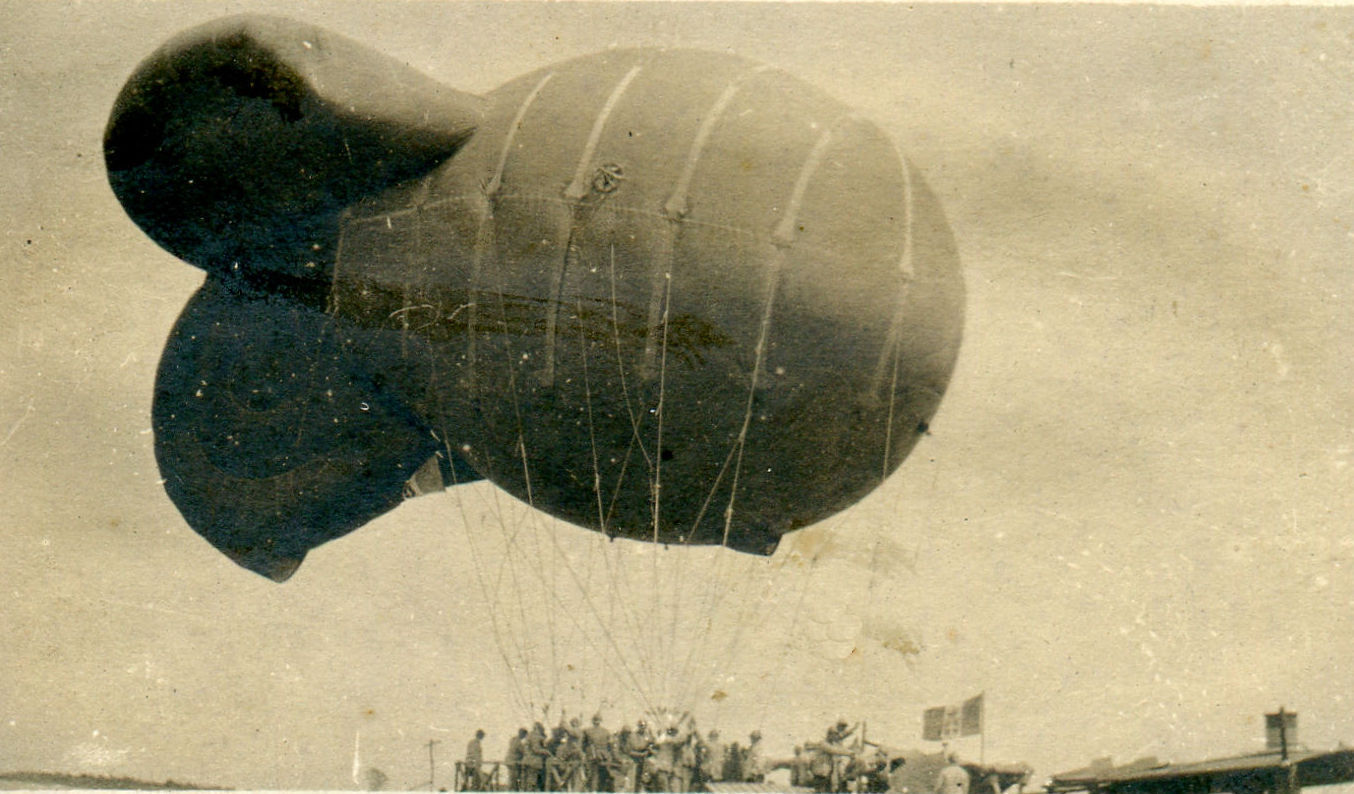
Pallone Avorio Prassone pronto per una missione militare
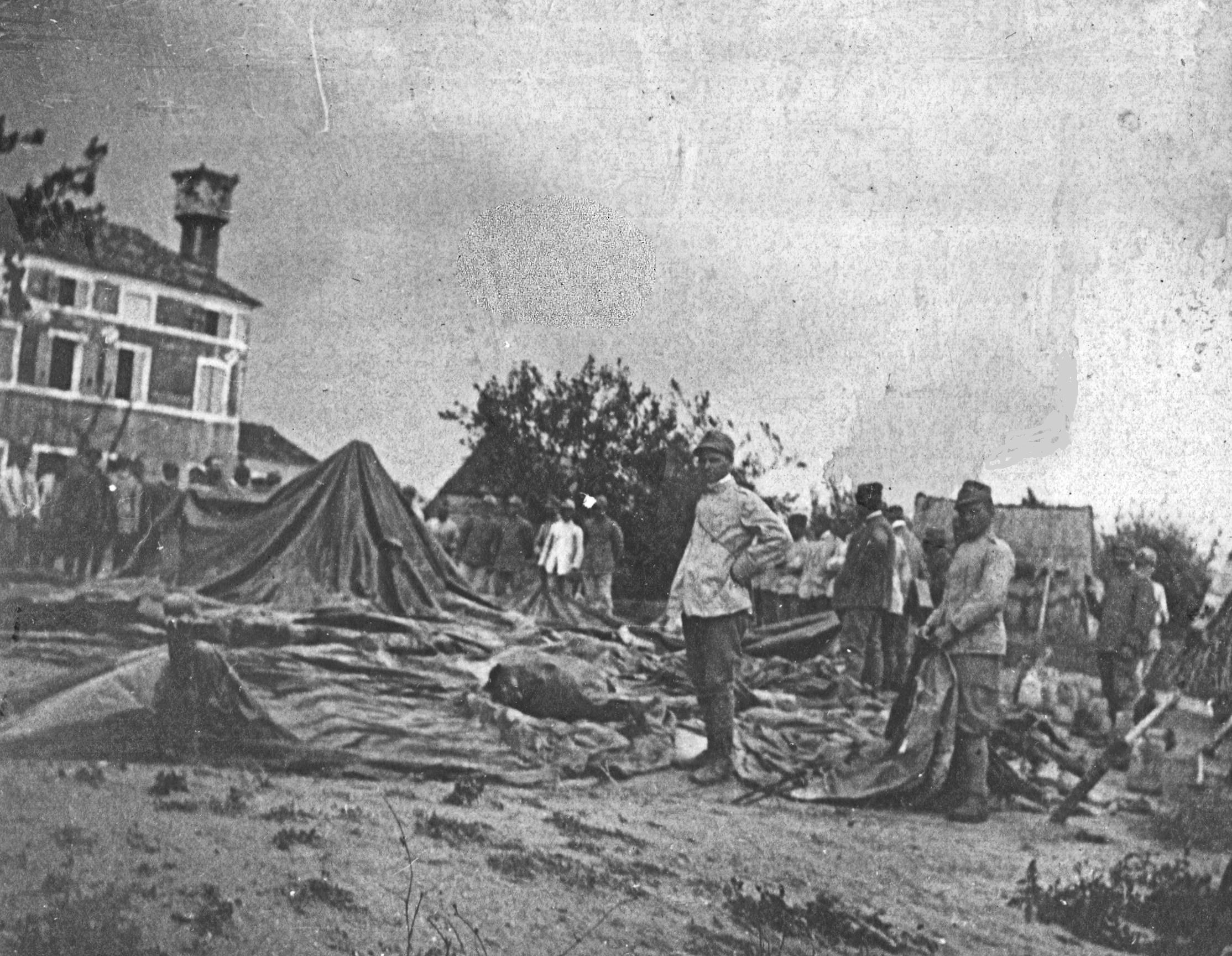
Il pallone abbattuto il 19 giugno 1918 dal capitano austro-ungarico Godwin Brumoswski
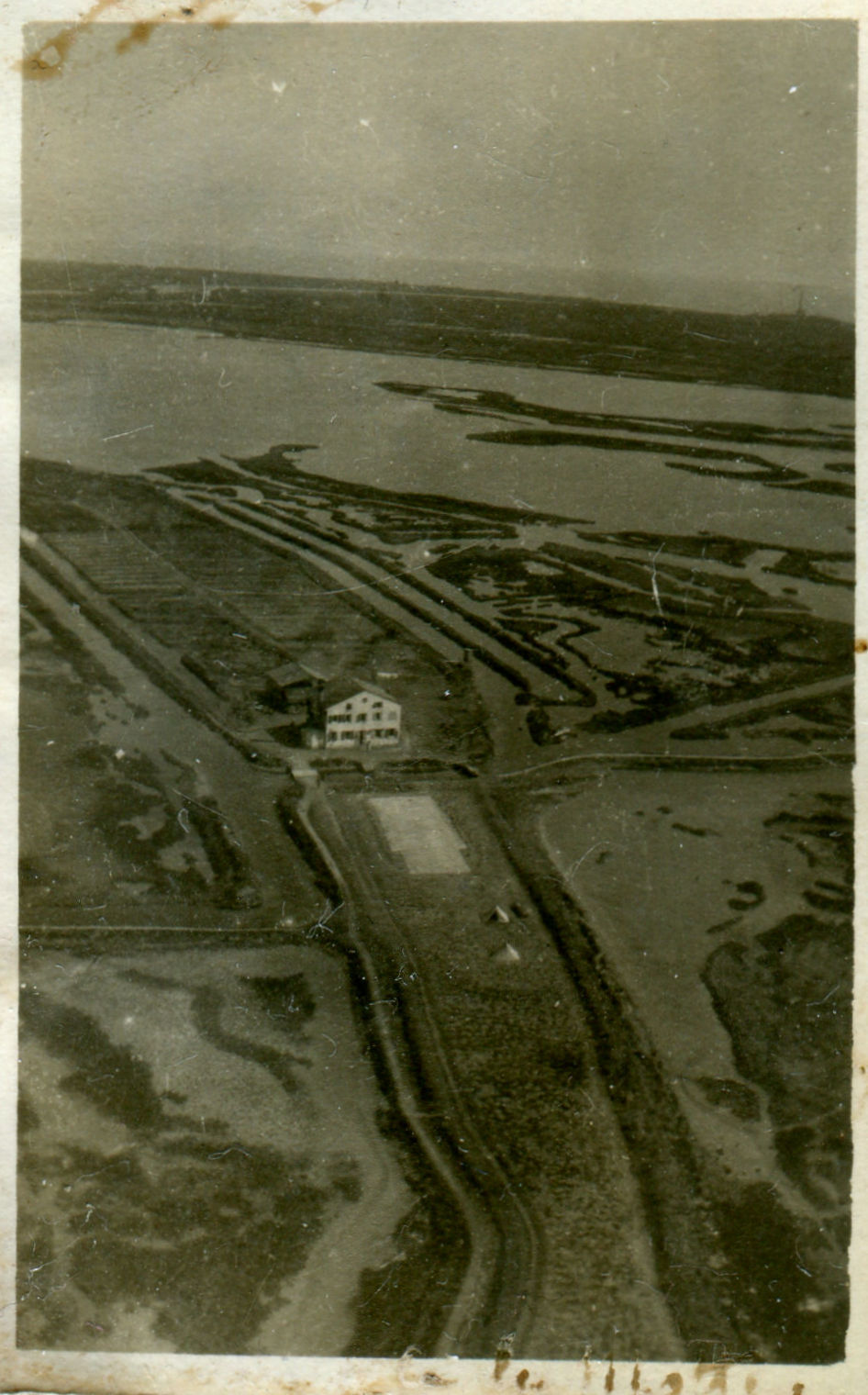
Ca' Le Motte, a Nord della laguna di Venezia

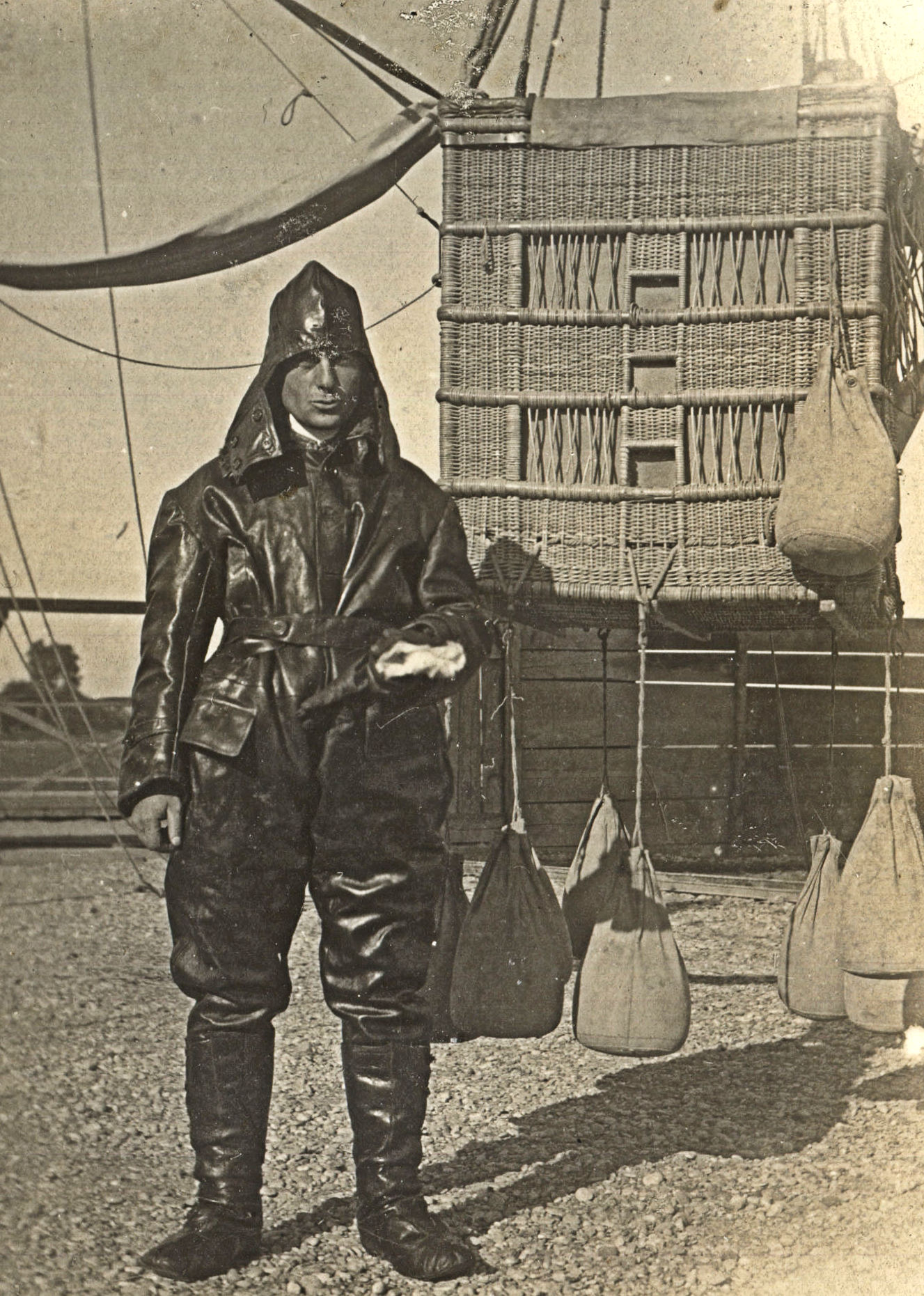
Tuta di pelle per l'osservazione da alta quota

È inoltre da notare come nel corso del 1917, venne abbandonato il tipo “Draken-ballon” di fabbricazione tedesca e adottato in sua vece il pallone osservatorio italiano modello AP (Avorio-Prassone)"
Il 19 giugno, durante la Battaglia del Solstizio, il capitano pilota Godwin Brumowski (1889-1936) asso, col maggior numero di velivoli nemici abbattuti, dell'aviazione austro-ungarica, colpisce e incendia presso la località di Ca’ Costantini, vicino al litorale del Cavallino, il Draken del capitano Alessandrini, impegnato a guidare l’azione “di alcune batterie del Raggruppamento Marina. Il comandante si salvò con il paracadute e per tornare al più presto in azione."
Il 15 ottobre 1918 il Capitano Alessandrini viene trasferito presso il XXV Gruppo Aerostieri dove rimane fino alla fine del conflitto.
Nel gennaio del 1919 viene trasferito nel Raggruppamento Aerostieri di Venezia.
Il 12 febbraio 1928 è nominato maggiore e assegnato alla forza in congedo del Comando Divisione di Padova, e, successivamente, presso il Comando Divisione di Chieti, e presso il Comando Zona Militare di Ravenna.
Il 29 luglio 1937 viene dispensato dal richiamo alle armi in quanto Primo Ispettore Metrico del Ministero delle Corporazioni. Ottiene, in seguito, la promozione al grado di tenente colonnello.
Il primo giugno 1940 è richiamato in servizio presso il Regio Ufficio Metrico di Rovigo.
Il 14 febbraio 1944 viene assegnato alla forza in congedo presso il Distretto Militare di Modena dove muore il 6 giugno 1954.

## Meve. Notte Europea dei musei 2024
In occasione dell’iniziativa “Notte Europea dei Musei” - XX Edizione, tenutasi in data 18 maggio 2024, il MEVE (Memoriale Veneto della Grande Guerra) di Montebelluna (TV), ha allestito diverse postazioni dedicate ai primordi dell’aeronautica militare e ai suoi successivi sviluppi. Una vetrina è stata dedicata alla specialità Genio Aerostieri “Più leggeri dell’aria”, e, in modo particolare, al capitano Giovanni Alessandrini, di cui il Memoriale custodisce numerosi cimeli (molte fotografie autentiche del periodo 1915-1918; rilievi topografici; sciabola d’ordinanza e altro ancora), grazie alla Donazione effettuata dalla nipote Silvana Alessandrini, presente all’iniziativa. Le attività della specialità Aerostieri durante il conflitto, con privilegiato riferimento all’area lagunare veneziana, sono state illustrate grazie anche all’ausilio di un documento filmato, basato sul ricco materiale iconografico della Donazione.

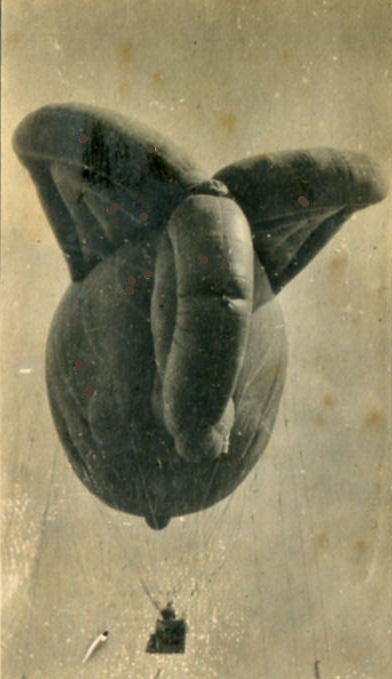
Il pallone Avorio Prassone che il 19 giugno 1918 fu attaccato e incendiato dal Cap. austro-ungarico Brumowski

## Onorificenze
Medaglie di bronzo al Valor Militare:
- gennaio 1918, Lio Maggiore (Burano -Venezia);
- maggio 1918, Ca’ Le Motte (Venezia).

Croce al Merito di Guerra.
Medaglia commemorativa della Guerra nazionale.
Medaglia interalleata della Vittoria.
Medaglia a ricordo dell’Unità d’Italia.

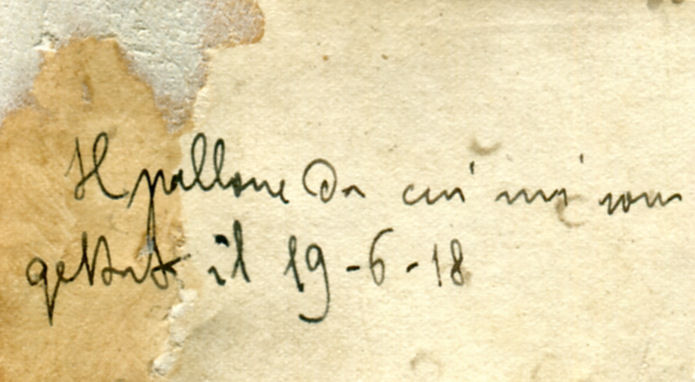
Biglietto autografo del Cap. Giovanni Alessandrini

Cavaliere dell’Ordine della Corona d’Italia.

## Cronologia del Gruppo aerostieri
6 novembre 1884: costituzione a Roma del Servizio Aeronautico (Brigata mista del 3º Reggimento Genio di Firenze, al comando del tenente pilota di “sferico” Alessandro Pecori Giraldi, presso il Forte Tiburtino).
1885: Il Servizio diviene Sezione aerostatica, con la dotazione di due palloni frenati
Il Nucleo aeronautico venne aggregato alla Compagnia specialisti del Genio (Comando presso Castel Sant’Angelo) ed impegnato, nel 1887, in Eritrea.
1889: la Compagnia è aggregata ad una neocostituita Brigata mista.
1893: Il capitano Maurizio Moris è al comando della Compagnia.
1894: Formazione della Brigata Specialisti del Genio, articolata in tre Compagnie.
1902: Un Draken viene importato dalla Germania, allora alleata.
1904: Costruito, sotto la supervisione del maggiore Moris, il prototipo del Dirigibile italiano.
1905: Realizzato il Dirigibile Italia
1907. Costituite, all’interno della Brigata, le Sezioni Radiotelegrafica e Topografica
1909: La Brigata specialisti diviene autonoma.
1910: A Roma viene fondata la Scuola militare di Aviazione.
1910: L’Unità incorpora una Sezione s’aviazione.
1911-12: Durante la Guerra Italo-Turca il Battaglione specialisti (nuova denominazione dell’Unità) è distaccato in Libia, dotato di palloni frenati, dirigibili e di aeroplani.  
1915: costituito il Corpo Aeronautico Militare, articolato in un Battaglione Specialisti e un Battaglione Aviatori, come specialità del Genio, al comando del maggiore generale Leone Andrea Maggiorotti.
Fine 1915: Le Sezioni aerostatiche vengono divise in 5 Gruppi assegnati rispettivamente alla 1ª, 2ª e 3ª Armata, alla piazza di Gorizia e a quella di Venezia.
1920: Il Corpo Aeronautico diviene Arma Aeronautica del Regio Esercito. Gli aerostieri vengono inquadrati in Gruppo Aerostieri su due Compagnie e in Gruppo Dirigibilisti. I due Gruppi, nel 1922, vengono unificati nel Raggruppamento Aerostieri e Dirigibilisti.
1923: è costituita la Regia Aeronautica come Forza Armata autonoma. Il Gruppo Aerostieri, per un breve periodo posto agli ordini dell’Artiglieria, torna all’Arma del Genio.
1925: il Gruppo viene inglobato, successivamente a quello dei Dirigibilisti, dalla Regia Aeronautica, dando luogo allo Stormo Aerostieri.
1926: lo Stormo è riunificato nell’8º Reggimento Genio.